# Società Podistica Lazio 1906-1907
Questa voce raccoglie le informazioni riguardanti la Società Podistica Lazio nelle competizioni ufficiali della stagione 1906-1907.

## Stagione
Allenata da Sante Ancherani e Guido Baccani, la Lazio organizza un Campionato Romano a cui prendono parte anche C.S. Virtus e Roman. Il torneo viene riconosciuto dalla Federazione Italiana Foot-ball ed ha quindi carattere ufficiale. Lo svolgimento è previsto per la primavera 1907 e quindi la Lazio si tiene in forma giocando numerose amichevoli con il Collegio scozzese. I biancocelesti diventano Campioni di Roma. La rosa di questa stagione è composta da: Bompiani; Marrajeni, Federici, Pellegrini, Omodei, Dos Santos, Faccani, F. Saraceni (I), Ancherani, Bottaliga, Mariotti, Della Longa, Pellicciari, Zaccagna.

## Divise
L'uniforme è una maglia a quarti bianchi e celesti con calzoncini e calzettoni neri.

## Organigramma societario
Area direttiva
- Presidente: Fortunato Ballerini

Area tecnica
- Direttore tecnico: Guido Baccani
- Allenatore: Sante Ancherani

## Rosa
| N. |                       | Ruolo | Calciatore           |
| -- | --------------------- | ----- | -------------------- |
|    | Italia (bandiera)     | P     | Guglielmo Bompiani   |
|    | Italia (bandiera)     | P     | Gino Bottaliga       |
|    | Italia (bandiera)     | P     | Oreste Zaccagna      |
|    | Italia (bandiera)     | D     | Egisto Federici      |
|    | Italia (bandiera)     | D     | Francesco Marrajeni  |
|    | Italia (bandiera)     | D     | Tito Masini          |
|    | Italia (bandiera)     | D     | Serafino Pellicciari |
|    | Italia (bandiera)     | C     | Giovanni Baldi       |
|    | Portogallo (bandiera) | C     | Francisco dos Santos |

| N. |                     | Ruolo | Calciatore          |
| -- | ------------------- | ----- | ------------------- |
|    | Svizzera (bandiera) | C     | Oscar Frey          |
|    | Italia (bandiera)   | C     | Guido Mariotti      |
|    | Italia (bandiera)   | C     | Prospero Omodei     |
|    | Italia (bandiera)   | C     | Fernando Pellegrini |
|    | Italia (bandiera)   | A     | Sante Ancherani     |
|    | Italia (bandiera)   | A     | Daiber              |
|    | Malta (bandiera)    | A     | Silvio Mizzi        |
|    | Italia (bandiera)   | A     | Fernando Saraceni   |
|    | Italia (bandiera)   |       | Romeo Stefferint    |

## Calciomercato
| Acquisti | Acquisti             | Acquisti    | Acquisti   |
| R.       | Nome                 | da          | Modalità   |
| -------- | -------------------- | ----------- | ---------- |
| C        | Francisco dos Santos | Benfica     | definitivo |
| C        | Oscar Frey           | Juventus II | definitivo |

| Cessioni | Cessioni        | Cessioni | Cessioni      |
| R.       | Nome            | a        | Modalità      |
| -------- | --------------- | -------- | ------------- |
| A        | Rodolfo De Mori |          | fine carriera |

## Risultati

### Campionato Romano
| Arbitro: | Tifi (Roma) |

|   |           |   |
| ? | Marcatori | ? |

| Arbitro: | Tifi (Roma) |

|   |           |  |
| ? | Marcatori |  |

## Statistiche

### Statistiche di squadra
| Competizione      | Punti | In casa | In casa | In casa | In casa | In casa | In casa | In trasferta | In trasferta | In trasferta | In trasferta | In trasferta | In trasferta | Totale | Totale | Totale | Totale | Totale | Totale | DR |
| Competizione      | Punti | G       | V       | N       | P       | Gf      | Gs      | G            | V            | N            | P            | Gf           | Gs           | G      | V      | N      | P      | Gf     | Gs     | DR |
| ----------------- | ----- | ------- | ------- | ------- | ------- | ------- | ------- | ------------ | ------------ | ------------ | ------------ | ------------ | ------------ | ------ | ------ | ------ | ------ | ------ | ------ | -- |
| Campionato Romano | 4     | 2       | 2       | 0       | 0       | 7       | 1       | 0            | 0            | 0            | 0            | 0            | 0            | 2      | 2      | 0      | 0      | 7      | 1      | +6 |

### Statistiche dei giocatori
| Giocatore      | Prima Categoria | Prima Categoria |
| Giocatore      | Presenze        | Reti            |
| -------------- | --------------- | --------------- |
| S. Ancherani   | 2               | 0               |
| G. Baldi       | 0               | 0               |
| G. Bompiani    | 0               | 0               |
| G. Bottaliga   | 0               | 0               |
| Daiber         | 0               | 0               |
| F. dos Santos  | 0               | 0               |
| E. Federici    | 0               | 0               |
| O. Frey        | 0               | 0               |
| G. Mariotti    | 2               | 0               |
| F. Marrajeni   | 2               | 0               |
| T. Masini      | 0               | 0               |
| S. Mizzi       | 2               | 0               |
| P. Omodei      | 2               | 0               |
| F. Pellegrini  | 0               | 0               |
| S. Pellicciari | 0               | 0               |
| F. Saraceni    | 2               | 0               |
| R. Stefferint  | 0               | 0               |
| O. Zaccagna    | 2               | -1              |